# Джамбульська вулиця (Київ)
Джамбу́льська ву́лиця — зникла вулиця, що існувала в Дніпровському районі міста Києва, місцевість Микільська слобідка. Пролягала від Каховської вулиці до вулиці Євгена Маланюка (згідно з довідником «Вулиці Києва» 1979 року — до вулиці Юних Ленінців). 
Прилучалися вулиці Бредіхіна, Білозерська та Юних Ленінців.

## Історія
Виникла в першій половині XX століття (у 1920-х — на початку 1930-х років) під назвою вулиця Паризької Комуни. На карті 1943 року позначена як Древлянська, згодом знову називалася Паризької Комуни. Назву вулиця Джамбула  набула 1955 року. 
Ліквідація вулиці здійснювалась на межі 1980—90-х років у зв'язку зі знесенням старої забудови Микільської слобідки. Однак три будинки по вулиці продовжували існувати і після офіційної ліквідації вулиці. Будинок № 6 знесено влітку 2001 року, № 9 — в грудні 2003, а останній будинок — № 11 — проіснував до липня 2004 року.